# Tisias caesena
Tisias caesena är en fjärilsart som beskrevs av William Chapman Hewitson 1867. Tisias caesena ingår i släktet Tisias och familjen tjockhuvuden. Inga underarter finns listade i Catalogue of Life.

## Bildgalleri

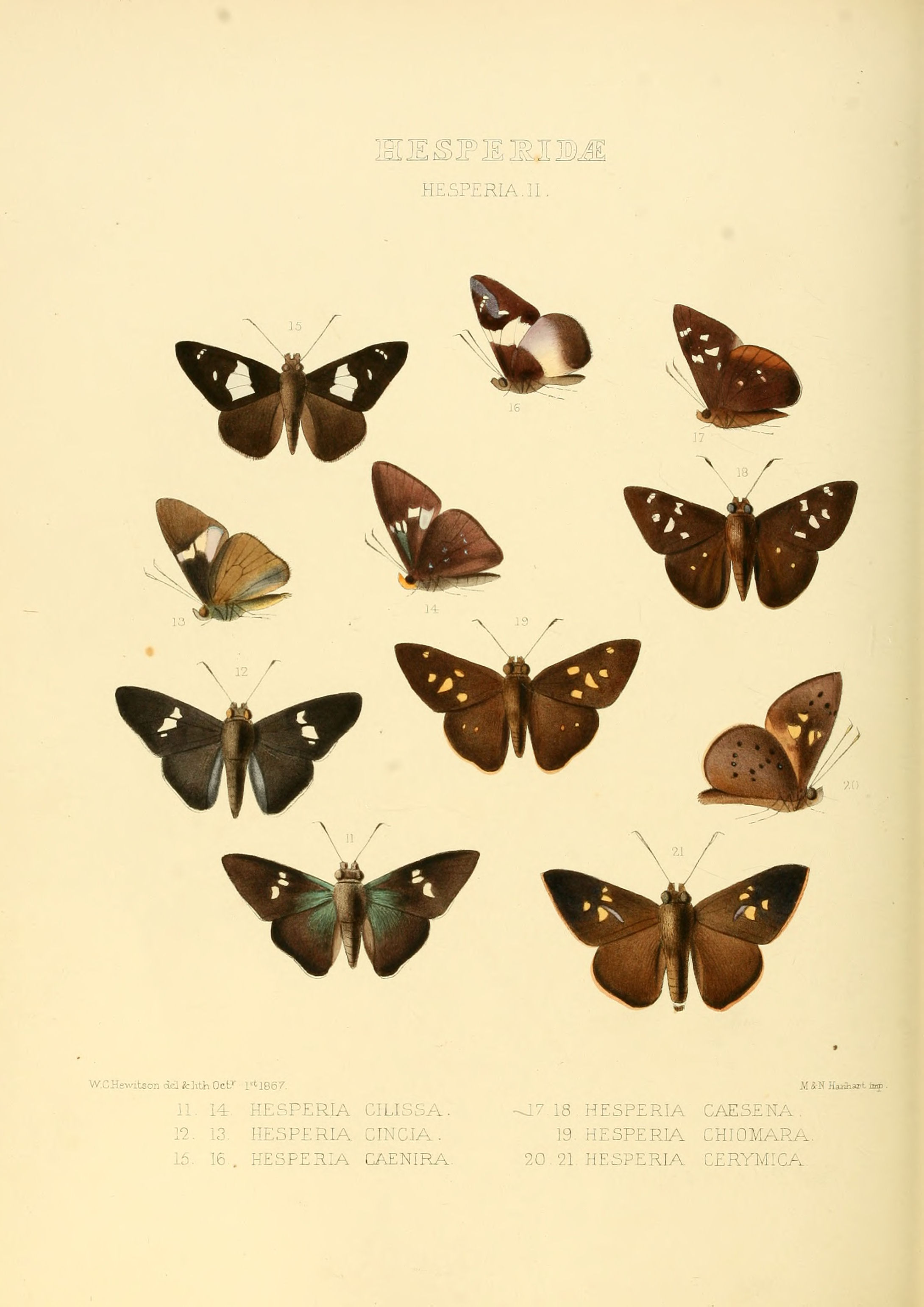
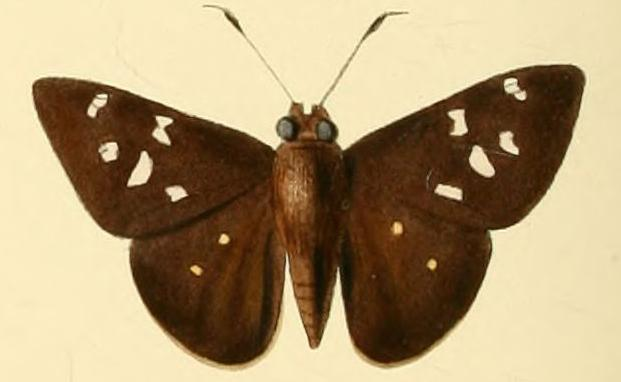